# Julio Gagó
Julio César Gagó Pérez (Lima, 6 de enero de 1961) es un abogado, empresario y político peruano. Actualmente es regidor de la Municipalidad de Lima desde el 1 de enero del 2023. Anteriormente ejerció como congresista de la república durante el periodo 2011-2016 bajo las filas del fujimorismo. Fue también candidato a la alcaldía de Lima por el partido Avanza País en 2018.

## Biografía
Julio Gagó nació en la ciudad de Lima, el 6 de enero de 1961.
Es bachiller en Derecho por la Pontificia Universidad Católica del Perú en el año 1996 y abogado graduado en el año 2002. Cuenta también con estudios en Estructura del Poder por la Agencia Internacional de Gobernabilidad y Política. También está certificado en Strategic Management por The Wharton School.
Gagó inició con un negocio de fotocopias en los años sesenta. Su éxito lo llevó a convertirse en una referencia en el mercado. Fue gerente comercial de Faga Motors S.A. y de maquinarias Jaamsa, empresa dedicada a la venta de fotocopiadoras e impresoras.

## Trayectoria política
Julio Gagó incursiona en el ámbito político como cofundador del partido político Justicia Nacional liderado por Jaime Salinas, siendo luego designado como secretario nacional de Prensa y Propaganda del partido de 2004 a 2005. Sin embargo, Gagó decide alejarse del partido para luego unirse a las filas del fujimorismo, afiliándose al movimiento Sí Cumple del expresidente Alberto Fujimori y postulando al Congreso de la República en las elecciones del 2006 por Alianza por el Futuro, coalición de partidos fujimoristas que decidieron lanzar a Martha Chávez como candidata presidencial. Gagó no tuvo éxito en su candidatura y decidió dejar el partido en el año 2008.

### Congresista de la República
En el año 2010 participó en la fundación de Fuerza 2011, partido político liderado por Keiko Fujimori para postular a la presidencia de la república en las elecciones generales del año 2011. Gagó postuló nuevamente al Congreso de la República por la circunscripción de Lima Metropolitana y finalmente logró salir elegido como congresista de la república con 49,272 votos de preferencia. Fue luego juramentado para el periodo parlamentario 2011-2016.
Como parlamentario, apoyó el trabajo conjunto del poder Legislativo con el gobierno de Ollanta Humala. Fue titular de las Comisiones de Defensa del Consumidor y Organismos Reguladores de los Servicios Públicos en el año 2014 y de agosto del 2015 a julio del 2016 fungió como titular de la Comisión de Constitución así como de las Comisiones de Fiscalización y Contraloría, de Justicia y Derechos Humanos y de Trabajo y Previsión Social Fue también vocero de la bancada de Fuerza Popular.

### Candidato municipal
Tras culminar su gestión como congresista en 2016, Julio Gagó decide apartarse de Fuerza Popular y en 2017 decide anunciar su intención de postular a la alcaldía de la Municipalidad de Lima para las elecciones municipales del 2018. Luego, Gagó se incorpora al partido Avanza País, en calidad de invitado, y participó en la contienda electoral exponiendo sus propuesta municipales y además de su rivalidad con el candidato Daniel Urresti de Podemos Perú. Culminando los procesos electorales, Gagó quedó en el puesto 17 al solo obtener 39,564 votos.

### Regidor de Lima
En el año 2021, Julio Gagó se afilió al partido Renovación Popular de Rafael López Aliaga y participó junto con él en las elecciones municipales del año 2022, siendo López Aliaga candidato a la alcaldía de Lima y Gagó como regidor municipal. Finalmente, Rafael López Aliaga logró salir elegido como el nuevo alcalde de Lima y Gagó como regidor, siendo juramentado para el periodo 2023-2026 el 1 de enero del 2023.
En junio del 2024, Julio Gagó decidió renunciar al partido Renovación Popular tras discrepancias con Rafael López Aliaga por su gestión municipal y por su lanzamiento como candidato presidencial para las elecciones generales del 2026.

## Controversias
Durante su gestión como congresista, Julio Gagó fue cuestionado en el año 2014 debido a que una empresa suya estaba contratando con el estado peruano. La denuncia se evidenció en unos audios donde Gagó es vinculado con la empresa Copy Depot, quien también tenía vínculos con la empresa Jaamsa. Gagó fue suspendido como congresista por 120 días y luego su denuncia quedó archivada por blindaje fujimorista en la Subcomisión de Acusaciones Constitucionales en el año 2015.
En el año 2021, el portal periodístico Wayka difundió unos audios en los que se evidenciaba a Julio Gagó cometer el delito de tráfico de influencias, tras exigir a comerciantes que les entregaran sus donaciones de alimentos a cambio de favorecerles en tener reuniones con el alcalde Rafael López Aliaga. Ante esto, Gagó negó adueñarse de las donaciones y el partido Renovación Popular decidió suspenderlo momentáneamente de su militancia. Posteriormente se planteó su suspensión como regidor, sin embargo, Gagó terminó siendo blindado.